# Starovelitxkovskaia
Starovelitxkovskaia és una stanitsa del territori de Kalíninskaia del krai de Krasnodar de Rússia. Està situada a la vora del riu Ponura, un afluent del delta del riu Kirpili, 1 km al sud-est de Kalíninskaia i 51 km al nord-oest de Krasnodar, la capital del territori. Tenia 13 459 habitants en 2010
És cap del municipi homònim.